# Kruså

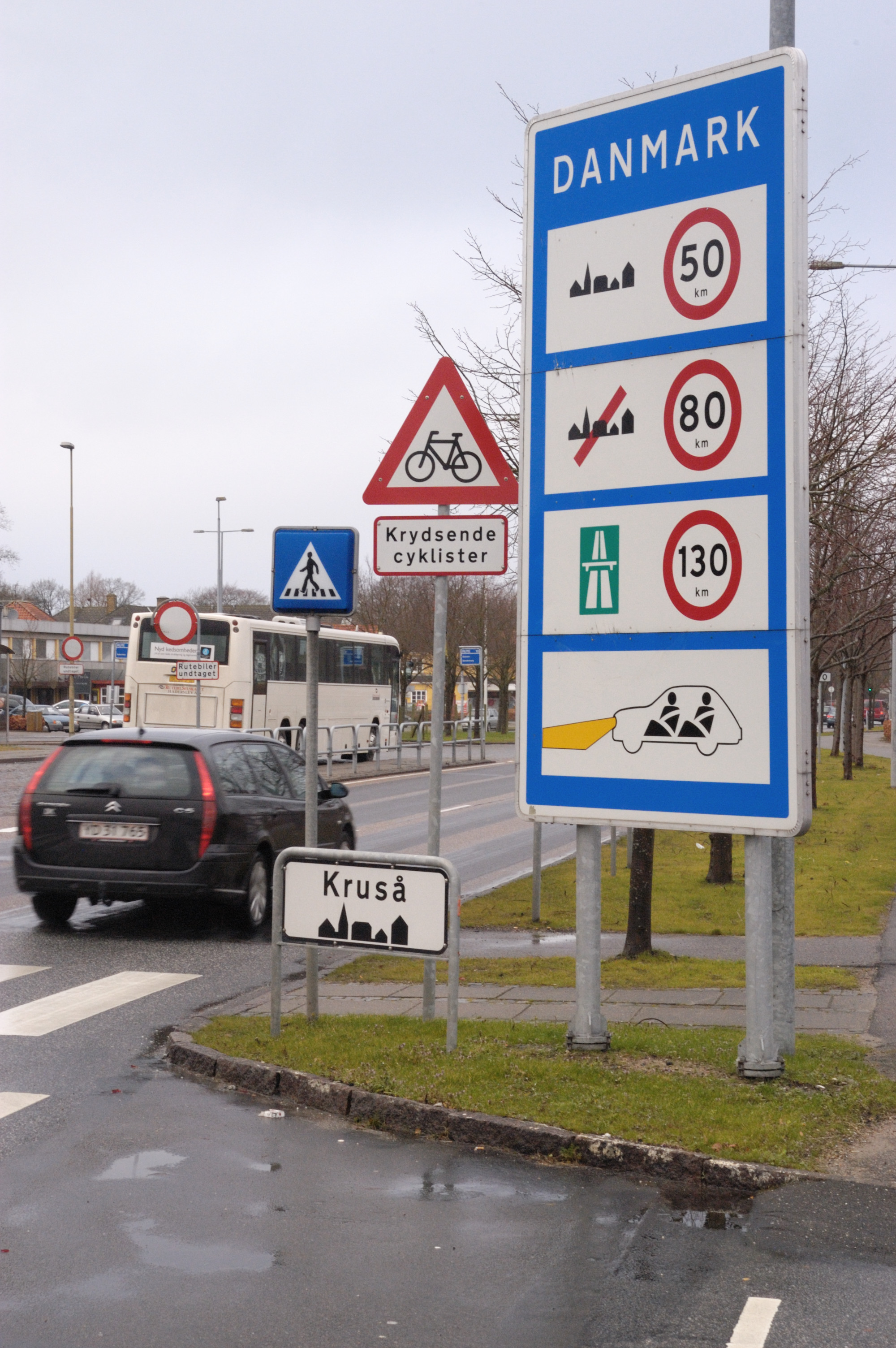
Frontera entre Alemania y Dinamarca en Kruså.

Kruså (pronunciación danesa: [kʀuˈsɔːˀ]; en alemán: Krusau) es una ciudad danesa en la frontera con Alemania con una población de 1.655 personas (a 1 de enero de 2010). Se encuentra sobre la Carretera Europea E45, a seis kilómetros al norte de Flensburg. Está situada en el municipio de Aabenraa.

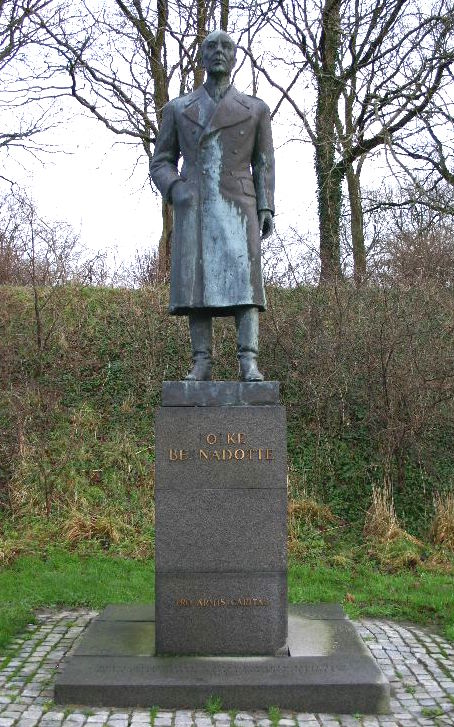
Estatua en memoria de Folke Bernadotte.

Durante la Segunda Guerra Mundial, el nueve de abril de 1940 a las 4.15 a. m. las tropas alemanas cruzaron por esta ciudad la frontera para proceder a la ocupación de Dinamarca.
Hasta la apertura de la frontera en Frøslev, Kruså fue el punto de frontera terrestre más importante entre Dinamarca y Alemania.